# دولع
دَوْلَع (الاسم العلمي Protoma)، جنس حيوانات بحرية من الرخويات معديات الأرجل أماميات الخياشيم وفصيلة البراميات. أنواعها الحية أثنان والمنقرضة سبعة (متحجرة).